# Teruelius ankarana
Espèce
Synonymes
- Grosphus ankarana Lourenço & Goodman, 2003

Teruelius ankarana est une espèce de scorpions de la famille des Buthidae.

## Distribution
Cette espèce est endémique de la région Diana à Madagascar. Elle se rencontre dans la réserve spéciale d'Ankarana.

## Description
Le mâle holotype mesure 114,5 mm et la femelle paratype 105,2 mm.

## Systématique et taxinomie
Cette espèce a été décrite sous le protonyme Grosphus ankarana par Lourenço et Goodman en 2003. Elle est placée dans le genre Teruelius par Lowe et Kovařík en 2019, dans le genre Grosphus par Lourenço, Rossi, Wilmé, Raherilalao, Soarimalala et Waeber en 2020 puis dans le genre Teruelius par Lowe et Kovařík en 2022.

## Étymologie
Son nom d'espèce lui a été donné en référence au lieu de sa découverte, la réserve spéciale d'Ankarana.

## Publication originale
- Lourenço & Goodman, 2003 : « Description of a new species of Grosphus Simon (Scorpiones, Buthidae) from the Ankarana Massif, Madagascar. » Revista Ibérica de Aracnología, no 7, p. 19–28 (texte intégral).